# سورن زولیان
سورن تیگرانی زولیان (ارمنی: Սուրեն Տիգրանի Զոլյան؛ زادهٔ ۱۶ آوریل ۱۹۵۵) یک دانشمند علوم سیاسی، استاد دانشگاه، روزنامه‌نگاری نظر، زبان‌شناس ، فعال، نویسنده و سیاستمدار اهل ارمنستان است که از تاریخ تا تاریخ سمت را برعهده داشت.

## زندگی‌نامه
در ۱۶ آوریل ۱۹۵۵ ‏ در ایروان به دنیا آمد و از دانشگاه دولتی ایروان (۱۹۷۷) فارغ‌التحصیل شد. 

## یادداشت
1. ↑  Հայաստանի Հանրապետության հանրային խորհրդի անդամներ
2. ↑  բանասիրական գիտությունների դոկտոր